# Катричівка
Катричівка — село в Україні, у Валківській міській громаді Богодухівського району Харківської області. Населення становить 79 осіб. До 2020 орган місцевого самоврядування — Кобзарівська сільська рада.

## Географія
Село Катричівка знаходиться на правому березі річки Мжа, на протилежному березі розташоване м. Валки, примикає до сіл Данильчин Кут і Піски. Поруч із селом розташовані ліс Поштовий (дуб), урочище Баштове. Поруч проходить автомобільна дорога Р22.

## Історія
Під час організованого радянською владою Голодомору 1932—1933 років померло щонайменше 109 жителів села.
12 червня 2020 року, розпорядженням Кабінету Міністрів України № 725-р «Про визначення адміністративних центрів та затвердження територій територіальних громад Харківської області», увійшло до складу Валківської міської громади.
19 липня 2020 року, в результаті адміністративно-територіальної реформи та ліквідації Валківського району, село увійшло до складу Богодухівського району.

## Відомі люди

### Народилися
- лірники Богущенко Яків Тимофійович та Бахмут Яків Михайлович.